# Інаєт Ґерай
Інаєт Ґерай (1597–1637) — кримський хан у 1635–1637 рр. з династії Ґераїв, наступник Джанібека Ґерая, попередник Бахадира I Ґерая. Син Гази II Ґерая, онук Девлета I Ґерая.
Після позбавлення влади Тохтамиша Ґерая покинув Кримське ханство і від'їхав до Османської імперії. Отримавши в 1635 р. ханський престол, спробував здійснити власну програму стабілізації положення в країні, яка за своєю суттю була продовженням програми Мехмеда III Ґерая. Інаєт теж відмовився вести армію на перський фронт і, подібно Мехмеду III, вибив османів з Кафи, уклав мир з Польщею і Московією, найняв на службу українських козаків.
У відносинах з беями підтримав групу кланів на чолі з Ширінами в їх боротьбі з Мансурами, які знайшли явну перевагу при колишньому ханові. В результаті частина Мансурів підкорилася ханові, частина була розгромлена, а інші втекли до Османської імперії. Користувався підтримкою кримських беїв, які зобов'язалися всемірно допомагати йому проти бунтівних ногайців і проти самих османів. Надіслав лист султанові з вимогою видати ініціатора багатьох заколотів у Криму, що переховувався в Османській імперії, — Кан-Темира Мансура, та погрозою вторгнення свого війська до Стамбулу.
Незабаром Мансурська партія завдала сильного удару своїм супротивникам. Тому, коли султан позбавив влади Інаєта і направив до Криму нового правителя, Інаєт Ґерай, розрахувавши, що тепер не зможе протистояти султанським військам, вирішив примиритися з султаном і відправився до Стамбулу, щоб переконати його в небезпеці Кан-Темира для Криму. Всупереч всім очікуванням, після прибуття до султанського двору був попросту вбитий за наказом султана, що було нечуваним приниженням ханської династії і викликало велике обурення.